# Squadra messicana di Fed Cup
La squadra messicana di Fed Cup rappresenta il Messico nella Fed Cup, ed è posta sotto l'egida della Federación Mexicana de Tenis.
Essa partecipa alla competizione dal 1964, e il suo miglior risultato consiste nel raggiungimento degli ottavi di finale in cinque occasioni, prima che la competizione cambiasse formato nel 1995.
Nel 2011 le messicane sono retrocesse al Gruppo II della zona Americana.

## Risultati
| = Incontro del Gruppo Mondiale |

### 2010-2019
| Anno | Turno                         | Data       | Sede                  | Avversario        | Punteggio | Esito     |
| ---- | ----------------------------- | ---------- | --------------------- | ----------------- | --------- | --------- |
| 2010 | Gruppo II, Fase a gironi      | 19 aprile  | Guayaquil (ECU)       | Bermuda           | 3 – 0     | Vittoria  |
| 2010 | Gruppo II, Fase a gironi      | 20 aprile  | Guayaquil (ECU)       | Guatemala         | 3 – 0     | Vittoria  |
| 2010 | Gruppo II, Fase a gironi      | 22 aprile  | Guayaquil (ECU)       | Panama            | 3 – 0     | Vittoria  |
| 2010 | Gruppo II, Fase a gironi      | 23 aprile  | Guayaquil (ECU)       | Perù              | 1 – 2     | Sconfitta |
| 2010 | Gruppo II, Playoff promozione | 24 aprile  | Guayaquil (ECU)       | Ecuador           | 2 – 1     | Vittoria  |
| 2011 | Gruppo I, Fase a gironi       | 2 febbraio | Buenos Aires (ARG)    | Colombia          | 0 – 3     | Sconfitta |
| 2011 | Gruppo I, Fase a gironi       | 3 febbraio | Buenos Aires (ARG)    | Brasile           | 0 – 3     | Sconfitta |
| 2011 | Gruppo I, Fase a gironi       | 4 febbraio | Buenos Aires (ARG)    | Cile              | 1 – 2     | Sconfitta |
| 2011 | Gruppo I, Play-out            | 5 febbraio | Buenos Aires (ARG)    | Paraguay          | 1 – 2     | Sconfitta |
| 2012 | Gruppo II, Fase a gironi      | 16 aprile  | Guadalajara (MEX)     | Costa Rica        | 3 – 0     | Vittoria  |
| 2012 | Gruppo II, Fase a gironi      | 17 aprile  | Guadalajara (MEX)     | Cile              | 0 – 3     | Sconfitta |
| 2012 | Gruppo II, Fase a gironi      | 19 aprile  | Guadalajara (MEX)     | Porto Rico        | 2 – 1     | Vittoria  |
| 2012 | Gruppo II, Fase a gironi      | 20 aprile  | Guadalajara (MEX)     | Uruguay           | 3 – 0     | Vittoria  |
| 2012 | Gruppo II, Playoff promozione | 21 aprile  | Guadalajara (MEX)     | Trinidad e Tobago | 2 – 0     | Vittoria  |
| 2013 | Gruppo I, Fase a gironi       | 6 febbraio | Medellín (COL)        | Paraguay          | 1 – 2     | Sconfitta |
| 2013 | Gruppo I, Fase a gironi       | 7 febbraio | Medellín (COL)        | Brasile           | 0 – 3     | Sconfitta |
| 2013 | Gruppo I, Fase a gironi       | 8 febbraio | Medellín (COL)        | Cile              | 2 – 0     | Vittoria  |
| 2013 | Gruppo I, Play-out            | 9 febbraio | Medellín (COL)        | Perù              | 3 – 0     | Vittoria  |
| 2014 | Gruppo I, Fase a gironi       | 5 febbraio | Lambaré (PRY)         | Venezuela         | 1 – 2     | Sconfitta |
| 2014 | Gruppo I, Fase a gironi       | 6 febbraio | Lambaré (PRY)         | Paraguay          | 0 – 3     | Sconfitta |
| 2014 | Gruppo I, Play-out            | 8 febbraio | Lambaré (PRY)         | Ecuador           | 2 – 1     | Vittoria  |
| 2015 | Gruppo I, Fase a gironi       | 4 febbraio | San Luis Potosí (MEX) | Venezuela         | 3 – 0     | Vittoria  |
| 2015 | Gruppo I, Fase a gironi       | 5 febbraio | San Luis Potosí (MEX) | Paraguay          | 1 – 2     | Sconfitta |
| 2015 | Gruppo I, Fase a gironi       | 6 febbraio | San Luis Potosí (MEX) | Bolivia           | 2 – 1     | Vittoria  |